# جون دبليو. هانكوك
جون دبليو. هانكوك (بالإنجليزية: John W. Hancock)‏ هو لاعب كرة قدم أمريكية أمريكي، ولد في 13 أبريل 1901 في مارشفيلد في الولايات المتحدة، وتوفي في 1993.

## وصلات خارجية
- جون دبليو. هانكوك على موقع قاعة كولورادو للمشاهير الرياضية (الإنجليزية)